# Saint-bris
Pour les articles homonymes, voir Saint-Bris.
Le saint-bris, anciennement le sauvignon de Saint-Bris, est un vin blanc d'appellation d'origine contrôlée (AOC) du vignoble de Bourgogne.
Son aire de production est située à une dizaine de kilomètres au sud-est d'Auxerre, sur les territoires des communes de Chitry, Irancy, Quenne, Saint-Bris-le-Vineux et Vincelottes dans le département de l'Yonne (appelé aussi la Basse-Bourgogne, ou plus récemment le Grand Auxerrois).
Ce vin, qui était classé en VDQS depuis 1974, devient une AOC en 2003.

## Histoire
Le village de Saint-Bris-le-Vineux, qui a donné son nom à l'appellation, doit son nom à saint Prix, martyr chrétien du IIIe siècle. Le complément « le Vineux » date de la Révolution et tient à la vocation viticole. Au cours de la Révolution française, la commune, qui portait le nom de « Saint-Bris », fut provisoirement renommée « Bris-le-Vineux ». C'est en 1903 que fut adopté le nom de Saint-Bris-le-Vineux.
En 1936, le décret règlementant les vins vendus sous l'appellation bourgogne en exclu ceux fait à partir du cépage sauvignon. À Saint-Bris-le-Vineux, un syndicat de viticulteurs est fondé en 1962. En 1974, il obtient la reconnaissance comme VDQS (vin délimité de qualité supérieur) du « sauvignon de Saint-Bris », pour les vins blancs issus de ce cépage et produit sur les communes de Saint-Bris-le-Vineux, Chitry, Irancy et Vincelottes.
Le saint-bris est reconnu comme appellation d'origine contrôlée par le décret du 10 janvier 2003. Son cahier des charges est ensuite modifié en octobre 2009, puis en novembre 2011.

## Vignoble
La zone géographique occupe les flancs d’une petite vallée sèche située en rive droite de l'Yonne, au cœur du vignoble auxerrois, à 10 kilomètres en amont de la ville d'Auxerre (département de l'Yonne).
La superficie du vignoble est approximativement de 180 hectares ces dernières années. Il est une des cinq appellations spécifiques du vignoble auxerrois, avec l'irancy, le bourgogne-côtes-d'auxerre, le bourgogne-coulanges-la-vineuse et le bourgogne-chitry.
Au cœur du vignoble de l'Auxerrois et sur les bords de l'Yonne, Saint-Bris-le-Vineux est un vieux village de pierres qui repose sur des caves médiévales. S'y trouvent aussi les anciennes carrières de Bailly (dont la pierre a été utilisée pour construire le Panthéon à Paris) : 3,5 ha de caves à 60 mètres sous terre.

### Géologie et orographie
Les sols datant du Jurassique sont divers, du Portlandien au Kimméridgien. Calcaires à astartes (Kimméridgien inférieur) au bord des alluvions de l’Yonne et au pied des pentes marno-calcaires.
Le vignoble auxerrois fait partie de la cuesta de la « côte des Bars », relief formé d’un plateau de calcaire dur (calcaire du Barrois). Ce relief surplombe en corniche un long versant concave au sous-sol constitué de marnes (calcaires argileux) compactes et imperméables, les « marnes à Exogyra virgula »). Celles-ci sont souvent couvertes par des colluvions formés de matériaux fins et d’éléments calcaires plus grossiers.
Le vignoble est principalement installé sur le talus marneux, aux sols très calcaires, argileux mais bien drainés, et occupe aussi localement la bordure du plateau aux sols superficiels et très caillouteux.
Les parcelles délimitées pour la récolte des raisins s'étagent entre 150 mètres et 300 mètres d’altitude et sont implantées dans des situations particulières :
- sur les plateaux formant le revers de la « côte des Bars », à une altitude d'environ 300 mètres et peu abrités des vents, et
- sur les versants marneux regardant de l'ouest/nord-ouest, vers le nord[3].

### Lieux-dits
Le saint-bris comprend deux lieux-dits : « sur Mouroux » et « sur Veaupiary ».

### Encépagement
Les cépages autorisés par le cahier des charges sont le sauvignon blanc B et le sauvignon gris G, sans contrainte d'assemblage.

### Méthodes culturales

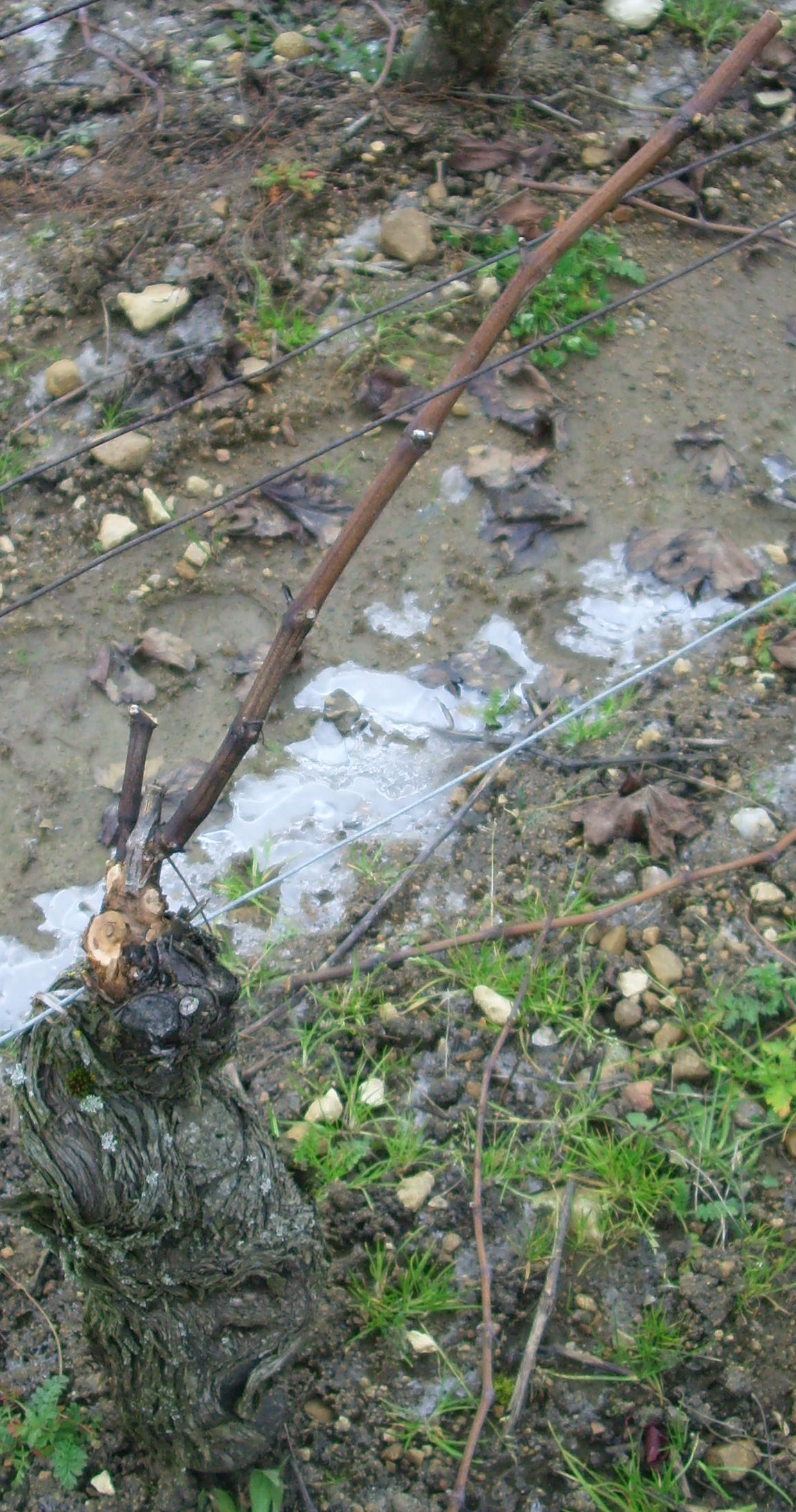
Pied de vigne taillé en Guyot simple.

#### Travail manuel
Ce travail commence par la taille, en « guyot simple », avec une baguette de cinq à huit yeux et un courson de un à trois yeux. Le tirage des sarments suit la taille. Les sarments sont enlevés et peuvent être brûlés ou mis au milieu du rang pour être broyés. On passe ensuite aux réparations. Puis vient le pliage des baguette. Éventuellement, après le pliage des baguettes, une plantation de nouvelles greffes est réalisée. L'ébourgeonnage peut débuter dès que la vigne a commencé à pousser. Cette méthode permet, en partie, de réguler les rendements. Le relevage est pratiqué lorsque la vigne commence à avoir bien poussé. En général, deux à trois relevages sont pratiqués. La vendange en vert est pratiquée de plus en plus dans cette appellation. Cette opération est faite dans le but de réguler les rendements et surtout d'augmenter la qualité des raisins restants. Pour finir avec le travail manuel à la vigne, se réalise l'étape importante des vendanges.

#### Travail mécanique
L'enjambeur est d'une aide précieuse. Les différents travaux se composent du broyage des sarments, réalisé lorsque les sarments sont tirés et mis au milieu du rang. De trou fait à la tarière, là où les pieds de vignes sont manquants, en vue de planter des greffes au printemps. De labourage ou griffage, réalisé dans le but d'aérer les sols et de supprimer des mauvaises herbes. De désherbage fait chimiquement pour tuer les mauvaises herbes. De plusieurs traitements des vignes, réalisés dans le but de les protéger contre certaines maladies cryptogamiques (mildiou, oïdium, pourriture grise, etc.) et certains insectes (eudémis et cochylis). De plusieurs rognages consistant à reciper ou couper les branches de vignes (rameaux) qui dépassent du système de palissage. Des vendanges mécaniques se réalisant avec une machine à vendanger ou une tête de récolte montée sur un enjambeur.

### Rendements
Selon le cahier des charges de l'appellation, le rendement maximum doit être de 68 hectolitres par hectare, pouvant monter jusqu'au rendement butoir fixé à 70hl/ha.
Les rendements moyens déclarés récemment sont :
| Année | Superficie (ha) | Production (hl) | Rendement (hl/ha) |
| ----- | --------------- | --------------- | ----------------- |
| 2020  | 165             | 8 635           | 52                |
| 2021  | 172             | 5 474           | 32                |
| 2022  | 178             | 11 747          | 66                |
| 2023  | 180             | 12 965          | 72                |
| 2024  | 182             | 5 721           | 31                |

## Vins

### Titres alcoométriques volumique minimal et maximal
Le vin doit présenter un titre alcoométrique volumique naturel minimum de 10 %. Après enrichissement, il ne peut pas dépasser 12,8 %.

### Vinification et élevage
Voici les méthodes générales de vinification de cette appellation. Il existe cependant des petites différences de méthode entre les différents viticulteurs et négociants.

#### Vinification en blanc

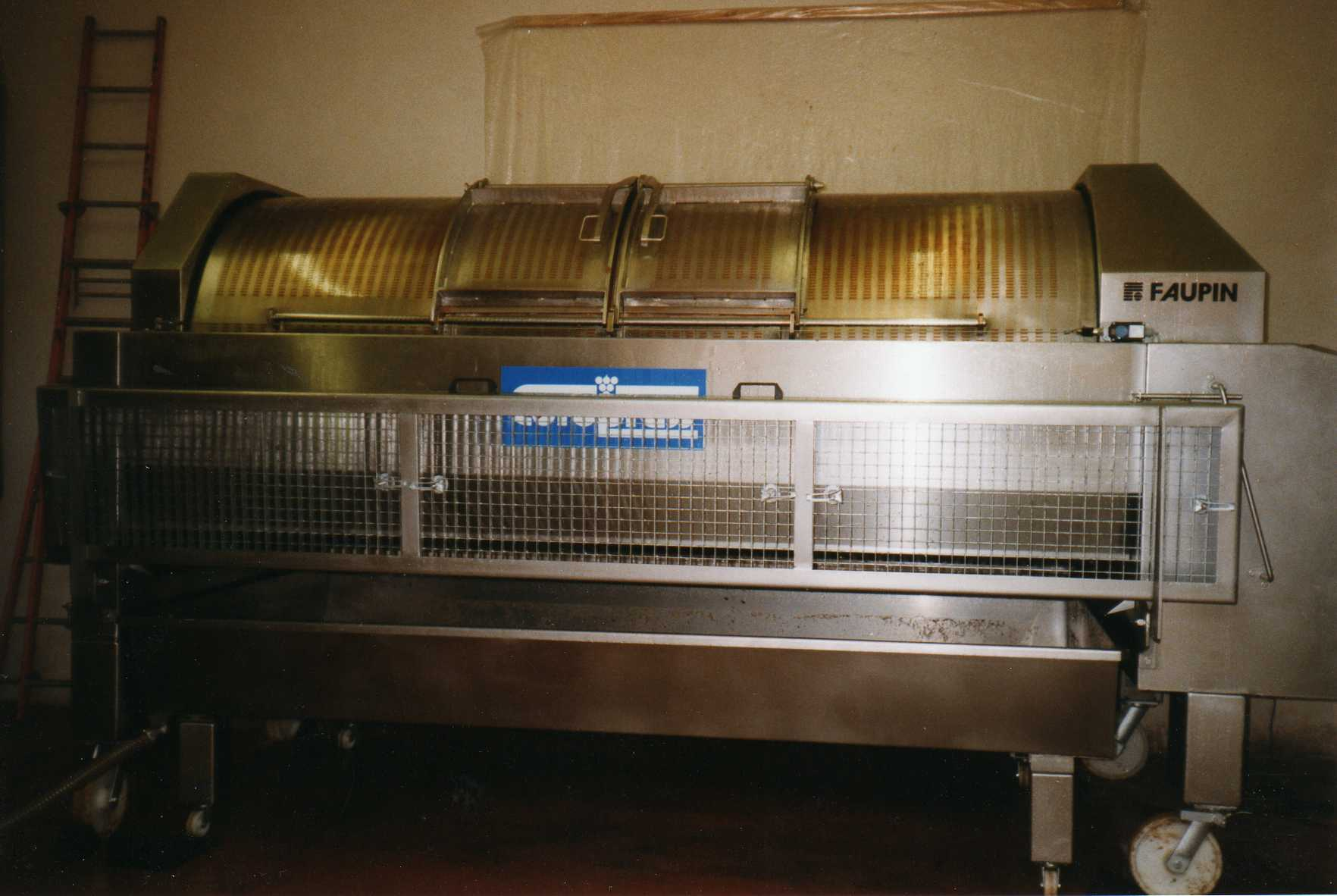
Pressoir pneumatique servant au pressurage

Comme pour le rouge, la récolte est manuelle ou mécanique et peut être triée. Les raisins sont ensuite transférés dans un pressoir pour le pressurage. Une fois le moût en cuve, le débourbage est pratiqué généralement après un enzymage. À ce stade, une stabulation préfermentaire à froid (environ 10 à 12 degrés pendant plusieurs jours) peut être recherchée pour favoriser l'extraction des arômes. Mais le plus souvent, après 12 à 48 heures, le jus clair est soutiré et mis à fermenter. La fermentation alcoolique se déroule avec un suivi tout particulier pour les températures qui doivent rester à peu près stables (18 à 24 degrés). La chaptalisation est aussi pratiquée pour augmenter le titre alcoométrique volumique si nécessaire. La fermentation malolactique est réalisée en Fûts ou en cuves. Les vins sont élevés « sur lies », en fûts, dans lesquels le vinificateur réalise régulièrement un « bâtonnage », c'est-à-dire une remise en suspension des lies. Cette opération dure pendant plusieurs mois au cours de l'élevage des blancs. À la fin, la filtration du vin est pratiquée pour rendre les vins plus limpides. La mise en bouteille clôture l'opération.

### Dégustation

Une bouteille de saint-bris.

Le saint-bris a une robe dorée à reflets vert-clair. La palette du nez dévoile des arômes minéraux de silex et de pierre à fusil. On trouve des notes de champignon et de sous-bois. Le cuir et les épices sont également perceptibles. Certains saint-bris sont plus aromatiques, ils déclinent alors les agrumes – notamment le pamplemousse –, les fleurs blanches, le bois de rose, la feuille de cassis, la pomme, l'amande amère et parfois même la framboise.

Le saint-bris est très sec et laisse une impression de vivacité grâce à des notes acidulées de pomme verte et d'agrumes. Il peut acquérir plus de sève après deux ou trois ans de garde,.

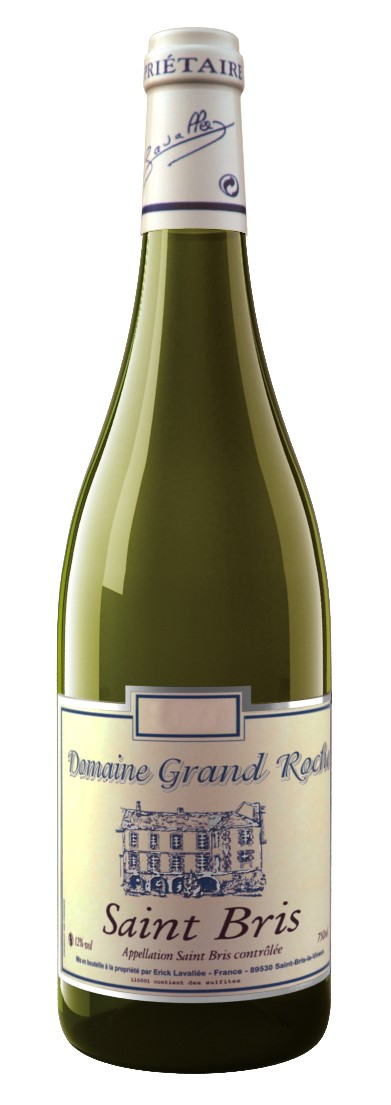
Bouteille de Saint Bris

Le saint-bris accompagne les fromages de chèvre, tous les plats de poisson (fruits de mer, crustacés, poissons...) ou tout simplement en apéritif. Il s’accorde aussi avec les plats relevés comme le curry et le safran. Ce vin est à boire dans sa jeunesse, même s'il peut être conservé quelques années. Il se sert vers 11 à 12 °C,.

## Commercialisation
La commercialisation de cette appellation se fait par divers canaux de vente : dans les caveaux du viticulteur, dans les salons des vins (vignerons indépendants, etc.), dans les foires gastronomiques, par exportation, dans les Cafés-Hôtels-Restaurants (C.H.R), dans les grandes et moyennes surfaces (G.M.S).
Les caves coopératives et leurs apporteurs sont des vignerons. Ces derniers peuvent leur amener leurs récoltes, ou bien la cave coopérative vendange elle-même (machine à vendanger en général). Elles achètent aux domaines et passent par un courtier en vin qui sert d'intermédiaire moyennant une commission de l'ordre de 2 % à la charge de l'acheteur.

### Producteurs de l'appellation
Selon le site du BIVB, 42 producteurs commercialisent du saint-bris ; la moitié sont installés à Saint-Bris-le-Vineux (dont la coopérative Bailly-Lapierre), plusieurs autres des communes de l'aire d'appellation du chablis (dont la coopérative La Chablisienne).